# میس سان‌شاین
«میس سان‌شاین» (به انگلیسی: Miss Sunshine) ترانه‌ای از گروهٔ موسیقی رقص آلمانی ر.ی.و می‌باشد. این ترانه در ۱۳ مارس سال ۲۰۱۱ برای دانلود دیجیتال در آلمان در دسترس قرار گرفت.